# Свобницкий замок
Свобницкий замок (пол. Zamek w Swobnicy, нем. Schloss Wildenbruch) — руины замка в селе Свобница в гмине Бане Грыфинского повета Западнопоморского воеводства в Польше.

## История

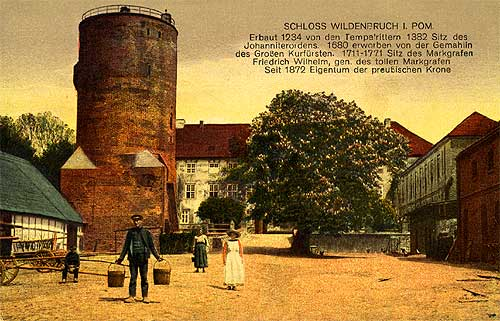
Замок на старой почтовой открытке

Первое упоминание о Свобнице датируется 1345 годом, тогда происходили споры за имущество между городом Бане и иоаннитами. В 1377 году поморское князья Святобор III и Богуслав VII позволили госпитальерам построить новый замок вблизи Свобницы. Замок был построен на острове посреди озера, которое впоследствии получило название Замкового. В 1382 году сюда была перенесена комтурия. Князь Богуслав X предоставил ордену многочисленные привилегии в феодальном письме.
После Реформации комтурия принадлежала к 1538 году Балеям Бранденбурга Ордена Святого Иоанна, которые стали протестантами. С разделением Померании в 1541 году комтурия отошла к Померании-Вольгасте. Свобница временно управлялась княжескими чиновниками, поскольку князь Филипп I не признавал комтура фон дер Марвица. В это время было сделано несколько описаний замка, которые сохранились. В 1544 и 1545 годах Император Карл V приказал Филиппу I уважать права ордена. В 1547 году была достигнута договоренность с князем, после чего орден госпитальеров вернулся к Свобнице для защиты границ Померании. В 1610 году комтурия была перенесена в Зонненбург.
Во время Тридцатилетней войны, в 1629 году Вильденбрух был оккупирован императорской войсками, а с 1631 года — шведскими. После войны, в результате Вестфальского мирного договора, Банеская земля осталась под властью Швеции. Свобница стала частной собственностью королевы Швеции Кристины I, которая подарила замок канцлеру Иоганну Адлеру Сальвиусу. После битвы при Фербеллини вся Померания перешла под власть Бранденбурга, а курфюрст Фридрих-Вильгельм передал замок Георгу Фрайгеру фон Дерфлингеру. После Сен-Жерменского мирного договора, большая часть Померании снова стала шведской, однако Банеская земля осталась под властью Бранденбурга. В 1680 году замок приобрела Доротея София Шлезвиг-Гольштейн-Зондербург-Глюксбургская, которая включает его в домен Вильденбрух-Шведт. Вскоре замок был перестроен в барочном стиле.
После смерти Доротеи замок перешел в собственность маркграфа Филиппа Вильгельма Бранденбург-Шведтского. С 1788 года Свобница перешла к Гогенцоллернам, в 1873 году стала княжеством и до 1919 года оставалась в их частной собственности. В XIX веке замок был перестроен.
После Второй мировой войны замок был национализирован польским государством и использовался сельскохозяйственным предприятием.

## Современность
В конце XX века замок вновь стал частной собственностью и обветшал.
В наше время замок находится в собственности города Бане, которое осуществляет его постепенную реставрацию.

## Архитектура
Замок строился, главным образом, в течение двух периодов: с 1377 по 1382 годы и с 1680 по 1690 годы. Главное здание замка, которое в наше время имеет три крыла, ранее была окружено стенами. Древний предзамок уже фактически не прослеживается. Замковая башня, вероятно, была построена еще во времена, когда замок принадлежал ордену госпитальеров.